# Federica Rizza
Federica Rizza (Lodi, 31 dicembre 1997) è una calciatrice italiana, difensore del Como 1907.
Con le Azzurrine della selezione under 17 ha conquistato il terzo posto nel Campionato europeo di categoria 2014 e il terzo posto nel Mondiale della Costa Rica.

## Biografia
Rizza cresce con la famiglia a Bertonico, piccolo centro della provincia di Lodi, avvicinandosi al calcio fin da giovanissima, passione trasmessale dal padre calciatore dilettante, che ha affiancato al nuoto prima di dedicarsi completamente allo sport di squadra.

## Carriera

### Club

#### Inter Milano e Mozzanica
Inizia l'attività nella società del paese di residenza, giocando con i maschietti, lei e un'altra amica uniche due ragazze della squadra, nei campionati giovanili locali, per poi trasferirsi in seguito al Frassati di Castiglione d'Adda. Dato che per le normative federali dopo i 14 anni (se non con una speciale deroga) una ragazza può continuare l'attività agonistica deve giocare in una squadra e un campionato interamente femminili, dopo aver ascoltato alla radio lei e la madre un appello da parte dell'Inter Milano per cercare nuove calciatrici, dopo aver sostenuto un provino viene tesserata dalla società nerazzurra e inserita nelle sue giovanili fino alla squadra che, sotto la direzione tecnica di Antonio Naplone, disputa il Campionato Primavera.
Dalla stagione 2013-2014 Rizza viene aggregata alla squadra titolare neopromossa in Serie A, facendo il suo esordio nel massimo livello italiano di categoria a 16 anni, nel corso del campionato 2013-2014, venendo impiegata in 22 incontri su 30 complessivi, condividendo la difficile stagione con le compagne che, anche a causa della riforma della struttura dei campionati femminili dall'estate 2014 che prevede sei retrocessioni, vede la sua squadra terminare al 13º posto con conseguente retrocessione in cadetteria. Rimane legata alla società anche la stagione successiva, dove però a causa di un infortunio è costretta a disertare i campi di gioco per quasi tutto il girone d'andata. Al rientro Rizza fatica a ritrovare la fiducia del tecnico Brustia, cosa che assieme a un ambiente di lavoro dove non ritrova più le opportune motivazioni la faranno decidere di abbandonare la società, non prima di aver siglato la sua prima rete senior il 1º marzo 2015, alla 20ª giornata del girone B di campionato, quella del parziale 2-0 sulle avversarie del Fortitudo Mozzecane, incontro poi terminato 3-2 per le nerazzurre.
Durante la sessione di calciomercato estivo 2015 sottoscrive un contratto con il Mozzanica che le offre l'opportunità di tornare a giocare nella massima serie del campionato italiano femminile di calcio dopo un anno trascorso in cadetteria.

#### Milan e prestito alla Sampdoria
Dopo tre stagioni al Mozzanica, viene ufficializzato il suo passaggio al Milan.
A inizio 2022, dopo tre stagioni e mezza in rossonero, viene ceduta in prestito per sei mesi alla Sampdoria, dove contribuisce alla salvezza delle blucerchiate.

#### Pomigliano e Parma
Terminato il prestito secco a Genova, nell'estate 2022 viene ufficializzato il suo trasferimento al Pomigliano.
Il 31 luglio 2023 si trasferisce al Parma, neoretrocesso in Serie B.

### Nazionale
Selezionata da Enrico Sbardella, responsabile delle Nazionali giovanili dell'Italia, per vestire la maglia delle Azzurrine dell'Under-17, viene più volte impiegata nel corso dell'edizione 2014 del Campionato europeo di categoria, conquistando il terzo posto al termine del torneo a spese delle pari età dell'Inghilterra. Il successo consente a lei e alla squadra di partecipare al Mondiale della Costa Rica dove contribuisce al raggiungimento dello storico terzo posto della nazionale italiana.
Il 31 agosto 2015 nuovamente Sbardella, diventato nel frattempo allenatore della selezione under 19, la convoca a Coverciano in vista della stesura della definitiva rosa che parteciperà alle qualificazioni all'europeo di categoria 2016. Impiegata dalla fase Élite scende in campo in tutte e tre gli incontri della seconda fase di qualificazione del torneo, condividendo con le compagne la vittoria per 3-0 sulle avversarie dell'Irlanda del Nord, il pareggio per 1-1 con la Danimarca e la sconfitta per 0-3 con la Spagna che ne segnerà l'esclusione dalla fase finale.

## Statistiche

### Presenze e reti nei club
Statistiche aggiornate all'8 febbraio 2025.
| Stagione            | Squadra             | Campionato          | Campionato | Campionato | Coppe nazionali | Coppe nazionali | Coppe nazionali | Coppe internazionali | Coppe internazionali | Coppe internazionali | Altre coppe | Altre coppe | Altre coppe | Totale | Totale |
| Stagione            | Squadra             | Comp                | Pres       | Reti       | Comp            | Pres            | Reti            | Comp                 | Pres                 | Reti                 | Comp        | Pres        | Reti        | Pres   | Reti   |
| ------------------- | ------------------- | ------------------- | ---------- | ---------- | --------------- | --------------- | --------------- | -------------------- | -------------------- | -------------------- | ----------- | ----------- | ----------- | ------ | ------ |
| 2013-2014           | Inter Milano        | A                   | 22         | 0          | CI              | ?               | ?               | -                    | -                    | -                    | -           | -           | -           | 22+    | 0+     |
| 2014-2015           | Inter Milano        | B                   | 13         | 1          | CI              | ?               | ?               | -                    | -                    | -                    | -           | -           | -           | 13+    | 1+     |
| Totale Inter Milano | Totale Inter Milano | Totale Inter Milano | 35         | 1          | -               | ?               | ?               | -                    | -                    | -                    | -           | -           | -           | 35+    | 1+     |
| 2015-2016           | Mozzanica           | A                   | 14         | 0          | CI              | 6               | 0               | -                    | -                    | -                    | -           | -           | -           | 20     | 0      |
| 2016-2017           | Mozzanica           | A                   | 10         | 0          | CI              | 3               | 0               | -                    | -                    | -                    | -           | -           | -           | 13     | 0      |
| 2017-2018           | Mozzanica           | A                   | 20         | 0          | CI              | 4               | 0               | -                    | -                    | -                    | -           | -           | -           | 24     | 0      |
| Totale Mozzanica    | Totale Mozzanica    | Totale Mozzanica    | 44         | 0          | -               | 13              | 0               | -                    | -                    | -                    | -           | -           | -           | 57     | 0      |
| 2018-2019           | Milan               | A                   | 10         | 0          | CI              | 0               | 0               | -                    | -                    | -                    | -           | -           | -           | 10     | 0      |
| 2019-2020           | Milan               | A                   | 2          | 0          | CI              | 0               | 0               | -                    | -                    | -                    | -           | -           | -           | 2      | 0      |
| 2020-2021           | Milan               | A                   | 13         | 0          | CI              | 3               | 0               | -                    | -                    | -                    | SI          | 1           | 0           | 17     | 0      |
| lug.-dic. 2021      | Milan               | A                   | 4          | 0          | CI              | 2               | 0               | UWCL                 | 0                    | 0                    | SI          | 0           | 0           | 6      | 0      |
| Totale Milan        | Totale Milan        | Totale Milan        | 29         | 0          | -               | 5               | 0               | -                    | 0                    | 0                    | -           | 1           | 0           | 35     | 0      |
| gen.-giu. 2022      | Sampdoria           | A                   | 8          | 0          | CI              | 2               | 0               | -                    | -                    | -                    | -           | -           | -           | 10     | 0      |
| 2022-2023           | Pomigliano          | A                   | 14+2       | 0          | CI              | 3               | 0               | -                    | -                    | -                    | -           | -           | -           | 19     | 0      |
| 2023-2024           | Parma               | B                   | 24         | 0          | CI              | 2               | 0               | -                    | -                    | -                    | -           | -           | -           | 26     | 0      |
| 2024-2025           | Parma               | B                   | 3          | 1          | CI              | 1               | 0               | -                    | -                    | -                    | -           | -           | -           | 4      | 1      |
| Totale Milan        | Totale Milan        | Totale Milan        | 27         | 1          | -               | 3               | 0               | -                    | 0                    | 0                    | -           | -           | -           | 30     | 3      |
| 2025-2026           | Como 1907           | B                   | -          | -          | CI              | -               | -               | -                    | -                    | -                    | AWC         | -           | -           | -      | -      |
| Totale carriera     | Totale carriera     | Totale carriera     | 159        | 2          | -               | 26+             | 0+              | -                    | -                    | -                    | -           | 1           | 0           | 186+   | 1+     |